# Andreas Gursky
Andreas Gursky (15. januar 1955 i Leipzig, DDR) er en tysk billedkunstner og fotograf. Hans far og farfar var begge professionelle fotografer.
Han er kendt for sine fotografier i kæmpeformat, billeder er sat sammen af optil 3000 billeder med avancerede computerprogrammer, billedernes format er ofte ca. 200 x 300 cm. Gurskys gør brug af storformatkamera, 5×7 tommer filmplader, disse negativer scannes og bearbejdes med digital teknik.
I slutningen af 2011, indtog Gursky rekorden for det dyreste fotografi solgt på auktion. Billedet Rhein II, 185,4 × 363,5 cm, blev solgt for 4.338.500 $ på Christie's i New York. 

## Reference
1. ↑  What cameras does Andreas Gursky use? – Quora
2. ↑   Public Lot Details, November, 2011
3. ↑  Maev Kennedy (2011-11-11). "Andreas Gursky's Rhine II photograph sells for $4.3m". The Guardian. Hentet 2011-11-13.